# San José (Entre Ríos)
San José es un municipio del distrito Primero del departamento Colón en la provincia de Entre Ríos, República Argentina. El municipio comprende la localidad del mismo nombre y un área rural. La ciudad de San José se ha unido y comprende actualmente a las anteriores localidades de El Brillante y El Colorado. Fue fundada el 2 de julio de 1857 por el general Justo José de Urquiza, tras la llegada de inmigrantes europeos el día anterior.

## Historia

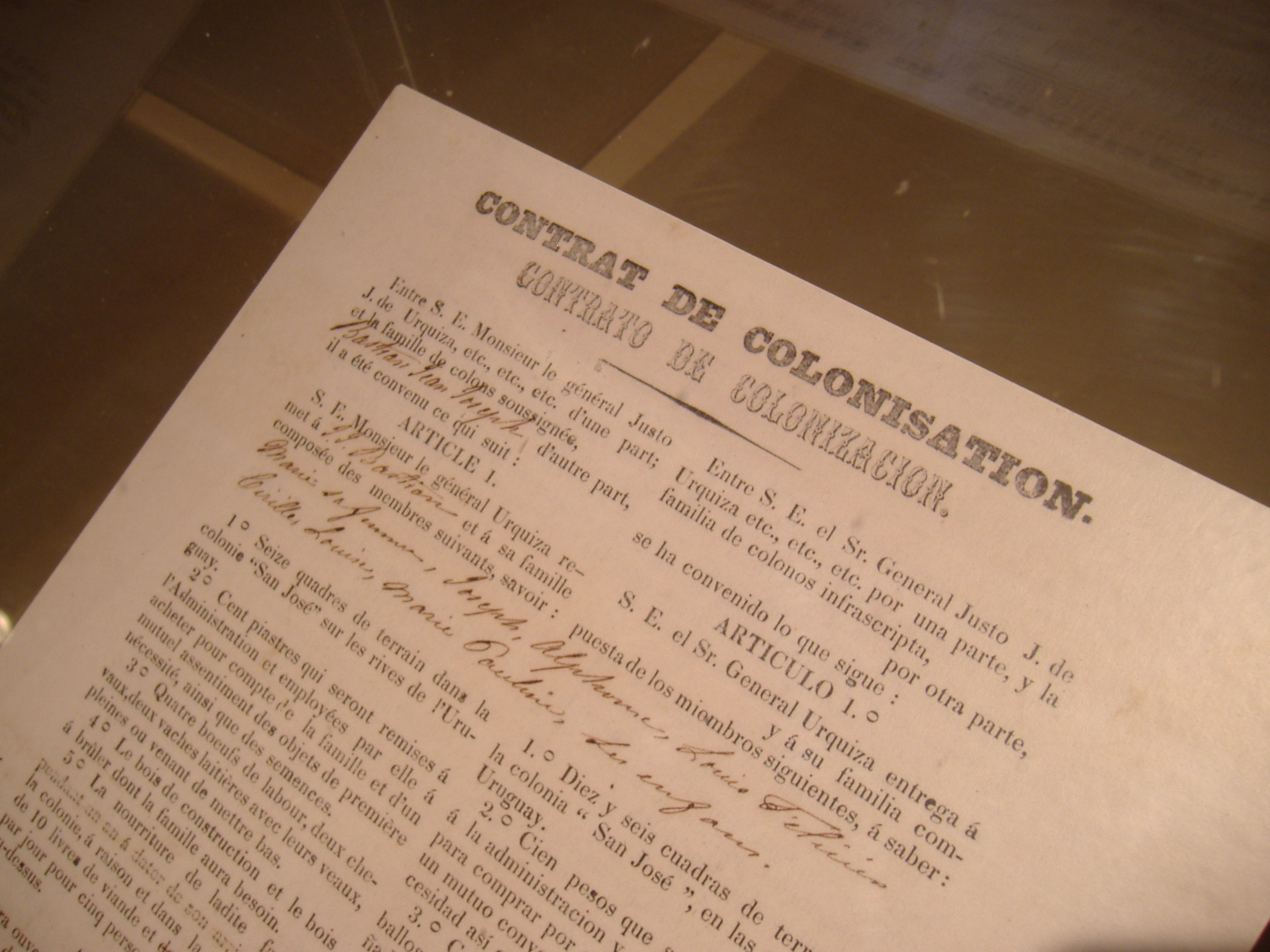
Contrato de colonización de la Colonia San José.

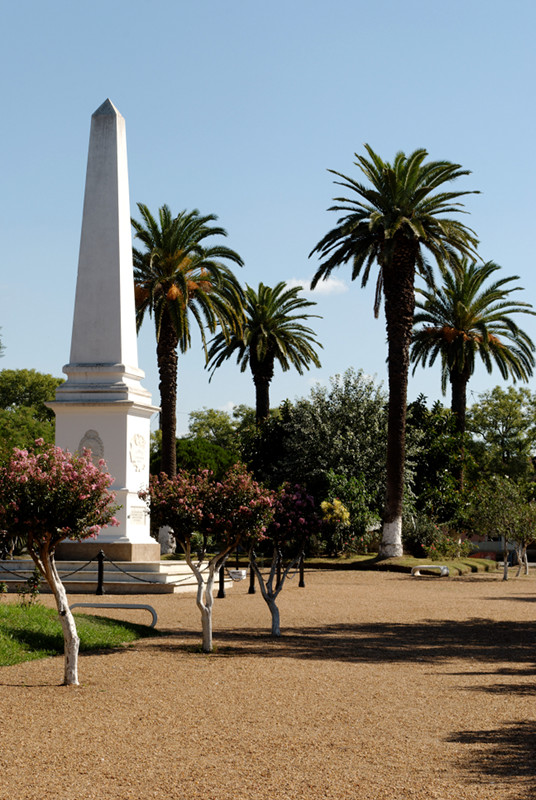
Pirámide de la Plaza de San José.

Después de Villa Urquiza, la colonia San José fue la primera colonia agrícola-ganadera creada para inmigrantes en la provincia de Entre Ríos y la tercera en el orden nacional, que fundaron el 2 de julio de 1857. 530 inmigrantes suizos (del cantón de Valais), y algunos franceses (Alta Saboya) e italianos (Piamonte). El contratista anglo-francés Jhon Lelong firmó un contrato con la provincia de Corrientes para transportar colonos europeos a esa provincia, a causa de la demora de la operación, el Gobierno de Corrientes se negó a recibirlos, por lo que fueron desembarcados en Puerto Ibicuy. El presidente de la Confederación Argentina, Urquiza, decidió establecerlos en tierras de su propiedad como contratista privado, fundando con ellos la Colonia San José. Los días 1, 15 y 17 de julio de 1857 arribaron los contingentes que totalizaban 102 familias mayormente suizas. A principios de octubre llegaron otras 7 familias (52 personas) que habían viajado a Corrientes.
La tarea de delinear la colonia fue encomendada al agrimensor Carlos Sourigues, entregándose los lotes el 2 de agosto. Alejo Peyret fue nombrado administrador de la colonia. De acuerdo a los contratos celebrados, a cada familia le correspondían 16 cuadras cuadradas (unas 30 hectáreas), 4 bueyes, 2 caballos, 2 vacas, madera, leña, un adelanto de cien pesos bolivianos. la manutención durante un año. Durante 4 años debían pagar los lotes, que quedaban luego bajo su propiedad.
Por decreto del 11 de agosto de 1863 se creó una municipalidad en la Colonia San José, con Alejo Peyret a su frente, que funcionó por poco tiempo. En 1894 recibió la categoría de villa, pasando a denominarse Villa San José. El 8 de enero de 1904 asumió su primera junta de fomento. Pasó a ser municipio de 2.º categoría el 1 de julio de 1935, y de 1.º categoría el 4 de octubre de 1957.
La Pirámide de la Plaza fue inaugurada el 25 de mayo de 1910 en conmemoración del centenario de la Revolución de Mayo.

## Actividades económicas
La actividad económica gira alrededor de la producción avícola, apícola y hortícola. Una industria que toma mucha mano de obra sanjosesina es el Frigorífico PGE (Procesadora Ganadera Entrerriana), ex SWIFT. La producción agrícola es compartida con espacios de ganadería para manufacturación de productos lácteos realizada por pequeños y medianos productores. Otra actividad incipiente y en franco crecimiento es la turística que, poco a poco, va asentándose sobre la base de la historia y la naturaleza de toda la región.

## Actividades culturales
Cada año, a partir del 2 de julio se realiza la Fiesta Nacional de la Colonización. Su principal acto se realiza alrededor del 9 de julio, y consiste en un desfile cívico de instituciones en la plaza principal. En los últimos años La fiesta de la Colonización había trasladado sus espectáculos centrales y el desfile alegórico para coincidir con el fin de semana largo del 12 de octubre. Pero a partir de 2022 por una decisión del Intendente de San José, Gustavo Bastián, la Fiesta Nacional de la Colonización retorna a su fecha original, para homenajear, recordar y sentir cabalmente lo que vivieron aquellos primeros inmigrantes europeos que llegaron a las tierras de San José.
Entre sus instituciones culturales se destacan el Museo Histórico Regional de la Colonia San José y el Centro Saboyano de San José.A nivel deportivo, se encuentra el Tiro Federal Argentino, primer polígono de tiro deportivo en Sudamérica.

## Tiro Federal Argentino de la ciudad de San José
Este polígono de tiro nació junto con los inmigrantes suizos que llegaron en 1857 a poblar unos campos que eran del Gral. Justo José de Urquiza. Allí los colonos fundaron el primer Polígono de Tiro al blanco del país, un 19 de marzo de 1859 bajo la denominación de "Tiro Suizo de la Colonia San José". Anualmente se realizan en él grandes eventos deportivos al cual concurren tiradores de toda la provincia.

## Población
La localidad contaba con 18,178 habitantes (Indec, 2010), lo que representa un incremento del 26,26% frente a los 13,405 habitantes (Indec, 2001) del censo anterior. Esta magnitud la sitúa como el 16.º aglomerado de la provincia.
El INDEC incluye en esta cifra la población de las localidades de El Brillante y El Colorado (en realidad, son barrios de la ciudad un tanto alejados del conurbano).

## Parroquias de la Iglesia católica en San José
| Diócesis   | Concordia |
| ---------- | --------- |
| Parroquias | San José  |